# Alice Nine
Alice Nine. (アリス九號., arisunain.) is een Japanse Visual kei/Jrock band. In 2004 richtte Nao de band op. Op 11 mei 2004 gaven ze hun eerste concert in Ikebukuro Cyber. Alice Nine staat onder contract bij het onafhankelijke platenlabel PS.

## Discografie

### Singles
- Namae ha mada nai (2004)
- Yuri ha aoku saite (2005)
- Yami ni chiru sakura (2005)
- Gin no tsuki kuroi hoshi (2005)
- Kowloon -Nine heads rodeo show- (2006)
- Akutsuki/Ikuoku no chandelier (2006)
- Fantasy (2006)
- Number six. (dvd-single) (2006)
- Blue planet (alleen online) (2006)
- Jewels (2007)
- White prayer (2007)
- Tsubasa (2007)
- Mirror Ball (2008)
- Rainbows (2008)
- Cross Game (2008)
- 華 (Hana) (2009)
- Sleepwalker (2009)
- Daybreak (2013)

### Ep's
- Gionsyouja no kane ga naru (2004)
- Alice in Wonderland (2005)
- Kasou musou shi (2005)

### Albums
- Zekkeishoku (2006)
- Alpha (2007)
- Vandalize (2008)
- Complete Collection 2006-2009 (2010)
- Gemini (2011)

### Dvd
- The first alice nine. one-man stage, 2005/8/31 at Shibuya-AX (2005)
- Peace and smile carnival tour 2005 (2005)
- (Shibuya ko-kaido) Hello, dear numbers (2006)
- alice nine. Discotheque (2008)